# Mercè Vallès i Corominas
Mercè Vallès Corominas (Sabadell, Vallès Occidental, 29 d'abril de 1979) és una exjugadora de watepolo, dirigent esportiva i política catalana.
Membre del CN Sabadell, va guanyar quatre Lligues espanyoles, essent la màxima golejadora de la competició la temporada 2002-03, tres Copes de la Reina i tres Lligues catalanes. Internacional amb la selecció espanyola de waterpolo en vuitanta-vuit ocasions entre 1997 i 2004, va participar en tres Campionats d'Europa (1999, 2001, 2003) i al Campionat del Món de Barcelona 2003. Va retirar-se de la competició el 2004 per dedicar-se a la política local, exercint com a regidora de l'Ajuntament de Castellar del Vallès i, després, de Sant Quirze del Vallès per Convergència i Unió. Posteriorment, va ser vicepresidenta esportiva del CN Sabadell el 2017. Entre d'altres distincions, va rebre la medalla de bronze (2000), d'argent (2001) i d'or (2002) de serveis distingits de la Reial Federació Espanyola de Natació i la medalla del mèrit esportiu de la Federació Catalana de Natació (2002). També va ser premiada com a millor esportista de Sabadell de l'any 2001.

## Palmarès
- 4 Lligues espanyoles de waterpolo femenina: 1999-00, 2000-01, 2001-02, 2003-04
- 3 Copes espanyoles de waterpolo femenina: 2000-01, 2001-02, 2003-04
- 3 Lligues catalanes de waterpolo femenina: 2000-01, 2001-02. 2002-03